# Beaufort (Carolina do Sul)
Beaufort é uma cidade localizada no estado norte-americano da Carolina do Sul, no Condado de Beaufort.

Parte do filme Forrest Gump foi filmado aqui em vez do Alabama. Esta cidade, localizada na ilha Port Royal, foi também o cenário do filme The Big Chill..

## Demografia
Segundo o censo norte-americano de 2000, a sua população era de 12.950 habitantes. 
Em 2006, foi estimada uma população de 12.029, um decréscimo de 921 (-7.1%).

## Geografia
De acordo com o United States Census Bureau tem uma área de 
60,7 km², dos quais 48,2 km² cobertos por terra e 12,5 km² cobertos por água. Beaufort localiza-se a aproximadamente 6 m acima do nível do mar.

## Localidades na vizinhança
O diagrama seguinte representa as localidades num raio de 12 km ao redor de Beaufort. 